# Club Aurora
Pour les articles homonymes, voir Aurora.
Maillots
Dernière mise à jour : 25 février 2025.
Le Club Aurora est un club bolivien de football basé à Cochabamba.

## Palmarès
- Championnat de Bolivie (2)
  - Champion : 1963, 2008 (C)

## Anciens joueurs
- Mauricio Baldivieso
- Julio César Baldivieso